# ایست وست بانکورپ
ایست وست بانکورپ (انگلیسی: East West Bancorp) شرکت خدمات مالی و بانکداری آمریکایی است، که در سال ۱۹۷۳ تأسیس شد.